# The Frontier Child
The Frontier Child est un film muet américain réalisé par Thomas H. Ince et Francis Ford, sorti en 1912.

## Fiche technique
- Réalisation : Thomas H. Ince, Francis Ford
- Durée : 20 minutes
- Date de sortie :  États-Unis : 13 septembre 1912

## Distribution
- Francis Ford : John Adams
- Mildred Harris : Dot Adams
- Art Acord